# Amerykańska Federacja Pracy-Kongres Przemysłowych Związków Zawodowych
Amerykańska Federacja Pracy-Kongres Przemysłowych Związków Zawodowych (ang. American Federation of Labor and Congress of Industrial Organizations, AFL-CIO) – największa centrala związkowa w Stanach Zjednoczonych. W 2022 składała się z 60 krajowych i międzynarodowych związków, które łącznie reprezentowały ponad 12 471 480 aktywnych i emerytowanych pracowników.
Do największych związków zrzeszonych 

## Historia
AFL-CIO powstało w 1955, gdy Amerykańska Federacja Pracy (AFL) i Kongres Organizacji Przemysłowych (CIO) połączyły się po długim okresie separacji. Liczba członków związków zawodowych w USA osiągnęła szczyt w 1979, gdy związki zrzeszone w AFL-CIO liczyły prawie dwadzieścia milionów członków. Od 1955 do 2005 związki zrzeszone w AFL-CIO reprezentowały niemal wszystkich pracowników zrzeszonych w związkach zawodowych w Stanach Zjednoczonych. Kilka dużych związków oddzieliło się od AFL-CIO i utworzyło konkurencyjną Change to Win Federation (CtW) w 2005, chociaż wiele z tych związków od tego czasu ponownie się zrzeszyło.
AFL-CIO ma długą historię walki o prawa obywatelskie. Jednym z głównych punktów spornych między AFL a CIO, szczególnie w okresie bezpośrednio po oddzieleniu się CIO, była gotowość CIO do włączenia czarnoskórych pracowników (wykluczonych przez AFL).  Później czarnoskórzy również krytykowali CIO za porzucenie ich interesów, szczególnie po fuzji z AFL. 
W 1961 Martin Luther King wygłosił przemówienie zatytułowane Jeśli wygra Murzyn, wygra robotnik na konwencji centrali w Bal Harbour na Florydzie. King miał nadzieję na koalicję między walką o prawa obywatelskie a prawa pracownicze, która poprawiłaby sytuację całej klasy robotniczej poprzez położenie kresu dyskryminacji rasowej. Jednak King skrytykował również AFL-CIO za tolerancję wobec związków zawodowych wykluczających czarnoskórych pracowników. „Byłbym nieuczciwy” — powiedział delegatom konwencji AFL-CIO w Illinois w 1965 podczas swojego przemówienia inauguracyjnego — „gdybym nie wskazał, że ruch robotniczy sprzed trzydziestu lat zrobił w tym okresie więcej dla praw obywatelskich, niż ruch robotniczy robi dzisiaj... Nasza wspólna siła jest potencjalnie ogromna, ale nie wykorzystaliśmy nawet jej ułamka dla naszego własnego dobra lub potrzeb całego społeczeństwa”. W 1967 stanowiska Kinga i AFL-CIO jeszcze bardziej się rozeszły, gdy King ogłosił swój sprzeciw wobec wojny w Wietnamie, którą AFL-CIO zdecydowanie popierała.  AFL-CIO poparła Ustawę o prawach obywatelskich z 1964.
Największymi związkami zawodowymi w AFL-CIO są obecnie: Amerykańska Federacja Nauczycieli (AFT) licząca około 1,7 miliona członków, Amerykańska Federacja Pracowników Stanowych, Hrabstw i Miejskich (AFSCME) licząca około 1,4 miliona członków, oraz Zjednoczeni Pracownicy Żywności i Handlu (UFCW) licząca 1,2 miliona członków. 

## Prezydenci

### AFL
- Samuel Gompers, 1886–1894
- John McBride, 1894–1895
- Samuel Gompers, 1895–1924
- William Green, 1924–1952
- George Meany, 1952–1955

### AFL-CIO
- George Meany (1955–1979)
- Lane Kirkland (1979–1995)
- Thomas R. Donahue (1995)
- John J. Sweeney (1995–2009)
- Richard Trumka (2009–2021)
- Liz Shuler (2021–obecnie)